# Кемпбеллтон (Флорида)
Кемпбеллтон (англ. Campbellton) — місто (англ. town) в США, в окрузі Джексон штату Флорида. Населення — 191 особа (2020).

## Географія
Кемпбеллтон розташований за координатами 30°57′3″ пн. ш. 85°24′6″ зх. д. / 30.95083° пн. ш. 85.40167° зх. д. (30.950711, -85.401782).  За даними Бюро перепису населення США в 2010 році місто мало площу 6,69 км², з яких 6,53 км² — суходіл та 0,17 км² — водойми.

## Демографія
Згідно з переписом 2010 року, у місті мешкало 230 осіб у 99 домогосподарствах у складі 67 родин. Густота населення становила 34 особи/км².  Було 140 помешкань (21/км²).
Расовий склад населення:
| - 64,8 % — чорних або афроамериканців - 33,9 % — білих - 0,4 % — азіатів |

До двох чи більше рас належало 0,9 %. Частка іспаномовних становила 0,4 % від усіх жителів.
За віковим діапазоном населення розподілялося таким чином: 22,6 % — особи молодші 18 років, 58,3 % — особи у віці 18—64 років, 19,1 % — особи у віці 65 років та старші. Медіана віку мешканця становила 42,7 року. На 100 осіб жіночої статі у місті припадало 91,7 чоловіків;  на 100 жінок у віці від 18 років та старших — 78,0 чоловіків також старших 18 років.
Середній дохід на одне домашнє господарство  становив 46 054 долари США (медіана — 34 750), а середній дохід на одну сім'ю — 49 475 доларів (медіана — 35 500). Медіана доходів становила 40 625 доларів для чоловіків та 25 833 долари для жінок. За межею бідності перебувало 8,9 % осіб, у тому числі 0,0 % дітей у віці до 18 років та 0,0 % осіб у віці 65 років та старших.
Цивільне працевлаштоване населення становило 73 особи. Основні галузі зайнятості: роздрібна торгівля — 20,5 %, освіта, охорона здоров'я та соціальна допомога — 19,2 %, транспорт — 16,4 %, виробництво — 16,4 %.